# 채기중
채기중(蔡基中, 1873년 ~ 1921년)은 일제강점기의 독립운동가이다. 본관은 인천(仁川), 자는 극오(極五), 호는 소몽(素夢), 일명 기중(基仲)이다.

## 생애
채기중 선생은 1873년 8월 29일(음력 7월 7일) 경상도 함창(咸昌)에서 채헌락(蔡獻洛)과 곡부 공씨(曲阜孔氏) 사이의 막내아들로 태어났다.
경술국치를 당하자 그는 국권회복을 목적으로 유창순(庾昌淳)·유장렬(柳璋烈)·한 훈(韓焄)·강순필(姜順必)·김병렬(金炳烈)·정만교(鄭萬敎)·김상오(金相五)·정운홍(鄭雲洪)·정진화(鄭鎭華) 등과 함께 1913년 풍기에서 풍기광복단(豊基光復團)을 결성하였다. 이때 광복단에 참여한 인사들은 대부분 의병적(義兵的) 성향의 인물들이었고 동단의 실천방략은 독립군 양성을 위한 무기구입과 군자금 모집이었다. 그리하여 그는 강병수(姜秉洙)와 함께 영월(寧越)의 일본인 중석광(重石鑛)에 광부를 가장하고 잠입하여 자금탈취를 기도하였으며 또 자산가를 대상으로 군자금 수합활동을 펴고 국내뿐 아니라 만주를 왕래하며 재만(在滿) 독립군과도 연계하여 독립투쟁을 전개했는데, 이무렵 박상진(朴尙鎭)을 만나 보다 적극적인 투쟁방법을 모색하였다. 즉 절박한 민족현실을 타개하기 위해 지금까지 행하였던 일본인 광산습격 및 순리로 요구하던 군자금 모집의 방법을 떠나 식민지배에 안주하는 친일부호의 응징과 무력적 방법에 의한 군자금 수합을 계획하였다. 그리고 이의 실천을 위해 풍기광복단과 박상진이 참여한 조선국권회복단(朝鮮國權恢復團)에서 정운일(鄭雲馹) 등 의병적 성향의 인사가 합류하여 1915년 대한광복회(大韓光復會)를 결성하였다. 이때 채기중은 광복회 조직의 경상도 지역 책임자로 광복회의 포고문을 작성하는 한편 동지를 규합하여 조직확대에 힘을 쏟았다. 그러던 중 1916년 광복회 총사령 박상진이 무기구입을 위해 만주로 다녀오다가 일경에 피체되었고, 1917년초 김좌진(金佐鎭) 등 광복회의 중진 인사들 다수가 망명함에 따라 동회가 수난을 당할 때, 그는 예산(禮山)의 김한종(金漢鍾)을 가입시켜 충청동의 조직을 재건케 하는 등 세력만회에 힘을 기울였다. 또한 그는 민족적 각성을 위해 식민지배에 안주하는 친일부호를 처단할 때에도 앞장서서 1917년 11월 칠곡군(漆谷郡)의 부호 장승원(張承遠)을 처단하기에 앞서 장승원의 집을 정찰하는 한편 거사를 지휘하여 성공케 하였다. 이일로 인하여 대한광복회는 조직이 일경에 발각됨으로써 그는 상해로 망명을 계획하던 중 1918년 피체되었고 서대문형무소에서 사형이 집행되어 순국하였다. 향년 49세. 정부에서는 고인의 공훈을 기리어 1963년에 건국훈장 독립장을 추서하였다.

## 가족 관계
- 아버지 : 채헌락(蔡獻洛)
- 어머니 : 곡부 공씨